# Кравчук, Константин Кононович
Константи́н Кононо́вич Кравчу́к (1931, Киев — 1984, СССР) — советский школьник, пионер. Известен тем, что, рискуя своей жизнью и жизнями своих близких, спас и сохранил во время фашистской оккупации знамёна 968 и 970 стрелковых полков 255-й стрелковой дивизии. Самый юный кавалер ордена Красного Знамени.

## Биография
20 сентября 1941 года во время боёв, в результате которых Киев был оккупирован фашистскими войсками, Костя, как и другие мирные жители, укрывался в подвалах и траншеях. В какой-то момент наступило затишье, и Костя выглянул из подвала. На улице были два красноармейца, к которым Костя решил подбежать. У одного из красноармейцев был свёрток. После того, как он удостоверился, что Костя пионер, красноармеец передал свёрток Косте и сказал, чтобы тот сохранил его. В свёртке Костя обнаружил полковые знамёна, которые он своевременно спрятал в ближайшем саду, закопав их в землю.
С началом дождей Костя вынужден был перепрятать их, что осложнялось постоянным патрулированием улиц со стороны немцев. Тем не менее, Костя смог перепрятать знамёна. Он просмолил холщовый мешок, сложил в него знамёна и опустил в заброшенный колодец. Регулярно проверяя сохранность знамён, Костя привлёк внимание немецкого патруля, который задержал мальчика, а после принудительно отправил в Германию. Через некоторое время Костя сбежал и перешёл линию фронта. Киев к тому времени уже был освобождён, и уже на следующий день после возвращения домой Костя достал из тайника знамёна, которые уже считали утерянными, и передал их коменданту города. В дальнейшем немало добровольцев вступило в восстановленные под этими знамёнами полки. Ныне знамёна 968-го и 970-го стрелковых полков 255-й стрелковой дивизии хранятся в Центральном музее Вооружённых Сил.
1 июня 1944 года Костя Кравчук был награждён орденом Красного Знамени Указом Президиума Верховного Совета СССР, который был зачитан 11 июня 1944 года на центральной площади Киева перед строем частей, уходивших на фронт.
В сентябре 1944 года К. Кравчук был направлен на учёбу в Харьковское суворовское военное училище. В 1947 году училище переведено в Киев. Работал сборщиком-механиком на Киевском заводе «Арсенал». За многолетний доблестный труд награждён орденом Трудового Красного Знамени, удостоен звания «ударник коммунистического труда».
В 1974 году одно из спасённых знамён К. Кравчук внёс в зал заседания на открытии XXII съезда Ленинского комсомола Украины. В 1975 с обоими знамёнами был гостем «Артека» на торжествах, посвящённых 50-летию пионерлагеря.